# Adolfo Nef
 Adolfo Nef Sanhueza (født 18. januar 1946 i Lota, Chile) er en tidligere chilensk fodboldspiller (målmand).
Nef spillede på klubplan for samtlige de tre store Santiago-klubber, Colo-Colo, Universidad de Chile og Universidad Católica. Han vandt tre chilenske mesterskaber med Universidad de Chile og ét med Colo-Colo.
Nef spillede desuden 42 kampe for det chilenske landshold. Han deltog ved VM i 1974 i Vesttyskland, hvor han dog var reserve for førstevalget Leopoldo Vallejos og ikke kom på banen.

## Titler
Primera División de Chile
- 1965, 1967 og 1969 med Universidad de Chile
- 1979 med Colo-Colo

Copa Chile
- 1974 med Colo-Colo